# Quillota (tỉnh)
Tỉnh Quillota là một tỉnh ở vùng Valparaíso, Chile. Tỉnh lỵ là thành phố Quillota. Tỉnh này có diện tích 1638,7 ki-lô-mét vuông, dân số theo điều tra năm 2002 là 229.241 người.

## Các đô thị
Tỉnh này bao gồm 7 đô thị:
- Quillota
- La Calera
- Limache
- Nogales
- Hijuelas
- Olmué
- La Cruz